# Érintő (kör)

Egy kör egy érintője (e)

A síkgeometriában egy kör érintője olyan egyenes, amelynek az adott körrel csak egy közös pontja van. Ezt a közös pontot érintési pontnak nevezzük. A kör középpontját az érintési ponttal összekötő egyenes merőleges az érintőre. Az érintő távolsága a kör középpontjától éppen a kör sugarával egyenlő.
A kör érintőjével kapcsolatban számos egyszerű euklideszi szerkesztés végezhető: lehet adott körhöz annak adott pontjában érintőt szerkeszteni, adott körhöz adott külső pontból érintőt szerkeszteni, és két adott körhöz (amelyek közül egyik sincs teljesen a másik belsejében) lehet közös érintőt szerkeszteni.
Az érintők segítségével definiálható két egymást metsző kör hajlásszöge és beszélhetünk arról is, hogy két kör érinti egymást.
A koordinátageometria eszközeivel számításos úton is megoldhatóak a körrel és érintőjével kapcsolatos feladatok.
Az érintőfogalom számos irányban általánosítható. Beszélhetünk a körön kívül más kúpszeletek érintőjéről, és bizonyos feltételek mellett egyéb sík- és térgörbék érintőjéről is. Meghatározott esetekben beszélhetünk arról is, hogy két görbe érinti egymást. A térgeometriában beszélhetünk gömbök érintőegyeneseiről, és az ezek által kifeszített érintősíkokról is, mint ahogy definiálható gömbök érintkezése is. A további általánosítások a differenciálgeometria tárgyát képezik. Fontos összefüggés van a differenciálhatóság és a differenciálható függvény görbéjének érintője között.

## Érintő- és szelőszakaszok tétele
Ha egy körhöz egy külső {\displaystyle P} pontból érintőt húzunk a körív egy tetszőleges {\displaystyle E} pontjába, illetve egy szelőt, amely rendre az {\displaystyle A} és {\displaystyle B} pontokban metszi a kört, akkor az érintőszakasz hossza a szelődarabok hosszának mértani közepe: {\displaystyle EP={\sqrt {AP\cdot BP}}}.